# American Mutoscope and Biograph Company
Pour les articles homonymes, voir Biograph.
L'American Mutoscope and Biograph Company, aussi appelée Biograph Company, est une compagnie cinématographique américaine fondée en décembre 1895 sous le nom de American Mutoscope Company, très active dans la production de films jusqu'en 1916.
Elle fut la première compagnie entièrement vouée à la production et à la diffusion de films aux États-Unis. Durant deux décennies, ce fut l'une des plus prolifiques du secteur, produisant plus de trois cents courts métrages et douze longs métrages,. En 1991, une nouvelle société, portant le même nom, a été créée en Californie.
Le réalisateur David Wark Griffith est entré à la Biograph en 1908 à la fois en tant que scénariste et acteur. Au bout de quelques mois, il devint le principal réalisateur de la compagnie. Beaucoup des premières vedettes américaines du cinéma tournèrent pour la Biograph : Mary Pickford, Lionel Barrymore, Lillian Gish, Dorothy Gish, Robert Harron, Robert G. Vignola, Florence Auer, Carol Dempster, Alan Hale, Sr., Blanche Sweet, Harry Carey, Mabel Normand, Henry B. Walthall, Henry Lehrman et Dorothy Davenport. Mack Sennett a parfait son métier en tant qu'acteur et réalisateur de comédie pour la compagnie. 
C'est à la suite d'un tournage d'une troupe menée par Griffith que fut « découvert » le site d’Hollywood qui connaîtra rapidement une renommée mondiale.